# سلیمان میرزا (پسر شاه تهماسب یکم)
سلیمان میرزا (۱۵۵۴ _۱۵۷۶ میلادی)  چهارمین پسر شاه طهماسب یکم از یک زن چرکس تبار به نام سلطان‌آغا بیگم بود.
سلیمان میرزا در ۲۴ ربیع الثانی ۶۶۱ (۱۵۵۴ میلادی) در نخجوان زاده شد. وی برادر تنی پریخان خانم بود و در دعوای جانشینی شاه طهماسب طرفدار شاه اسماعیل دوم بود. او در یک سالگی از سال ۱۵۵۵ تا ۱۵۵۷ میلادی به عنوان فرماندار شیراز بود و در سن ۱۱سالگی از سال ۱۵۶۷ تا ۱۵۷۳ میلادی فرماندار مشهد بود. سلیمان میرزا به همراه خواهرش پریخان خانم در زمان بیماری شاه طهماسب یکم در اداره حکومت نفوذ بسیاری داشتند و پریخان خانم می‌خواست که سلیمان را به سلطنت برساند تا بتواند با نفوذ خود در برادرش اداره حکومت را بر عهده بگیرد اما با به سلطنت رسیدن شاه اسماعیل دوم سلیمان میرزا کشته شد و پریخان خانم نیز تبعید شد. 
سلیمان میرزا و برادرش مصطفی میرزا در ۷ شعبان ۹۸۴ (۱۵۷۶ میلادی) به دستور شاه اسماعیل دوم به قتل رسیدند و در حرم شاهزاده حسین در قزوین دفن شد. پس از وفات شاه اسماعیل دوم جسد سلیمان میرزا توسط مادرش به حرم امام رضا در مشهد منتقل شد.